# Straßenindustriemuseum Ennepetal

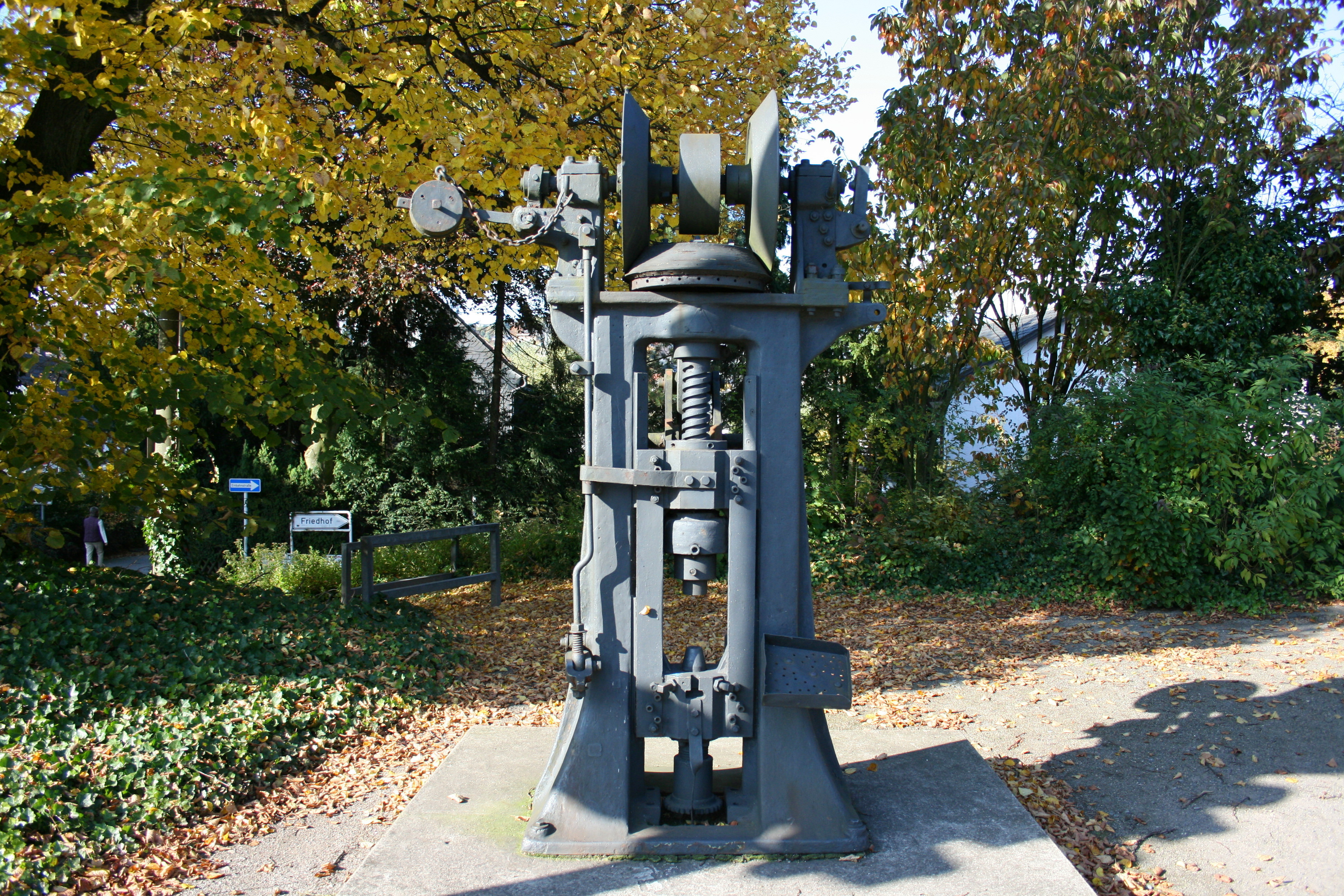
Vincent- oder Bolzenpresse an der Hagener Straße in Ennepetal-Voerde

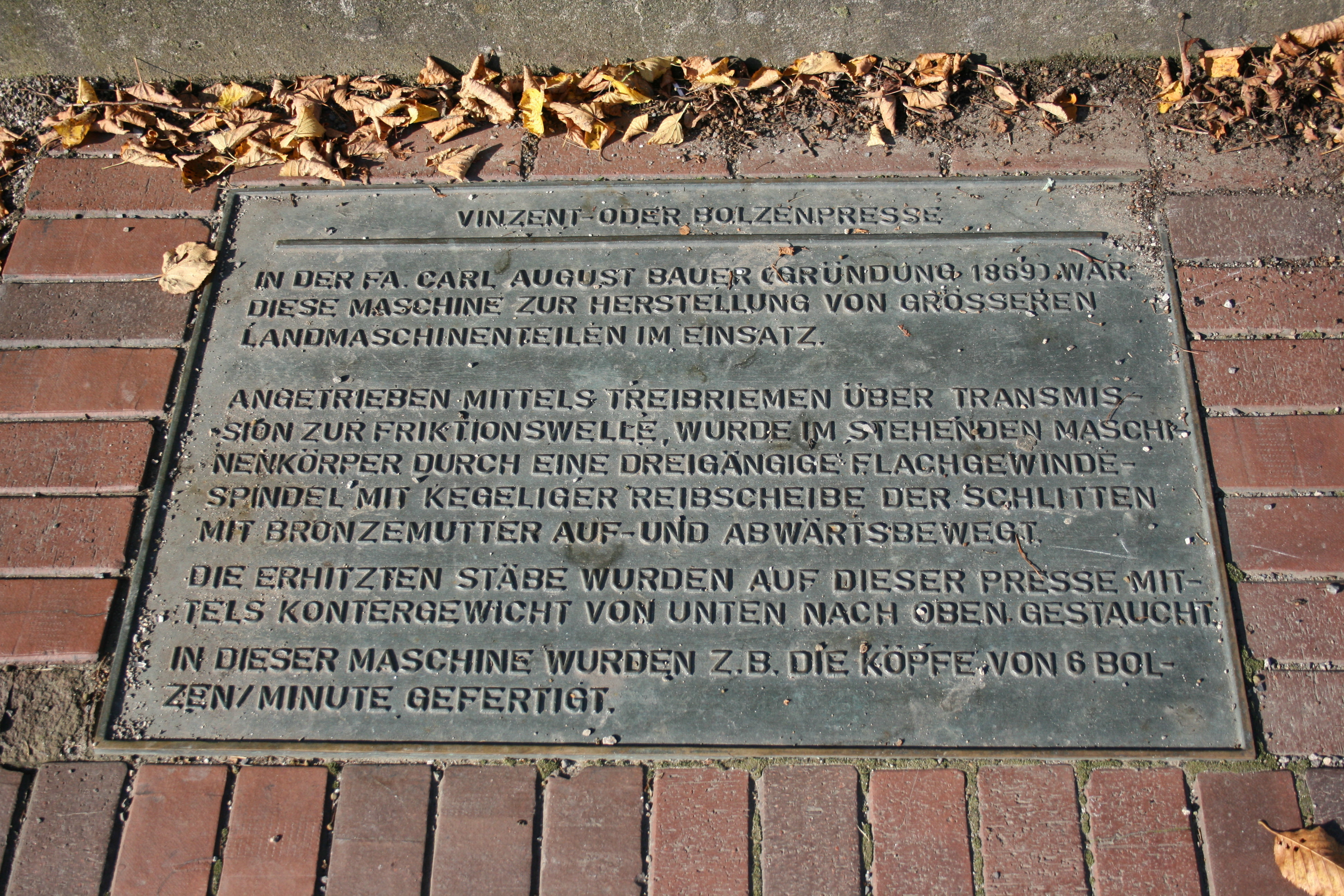
… mit Hinweisschild

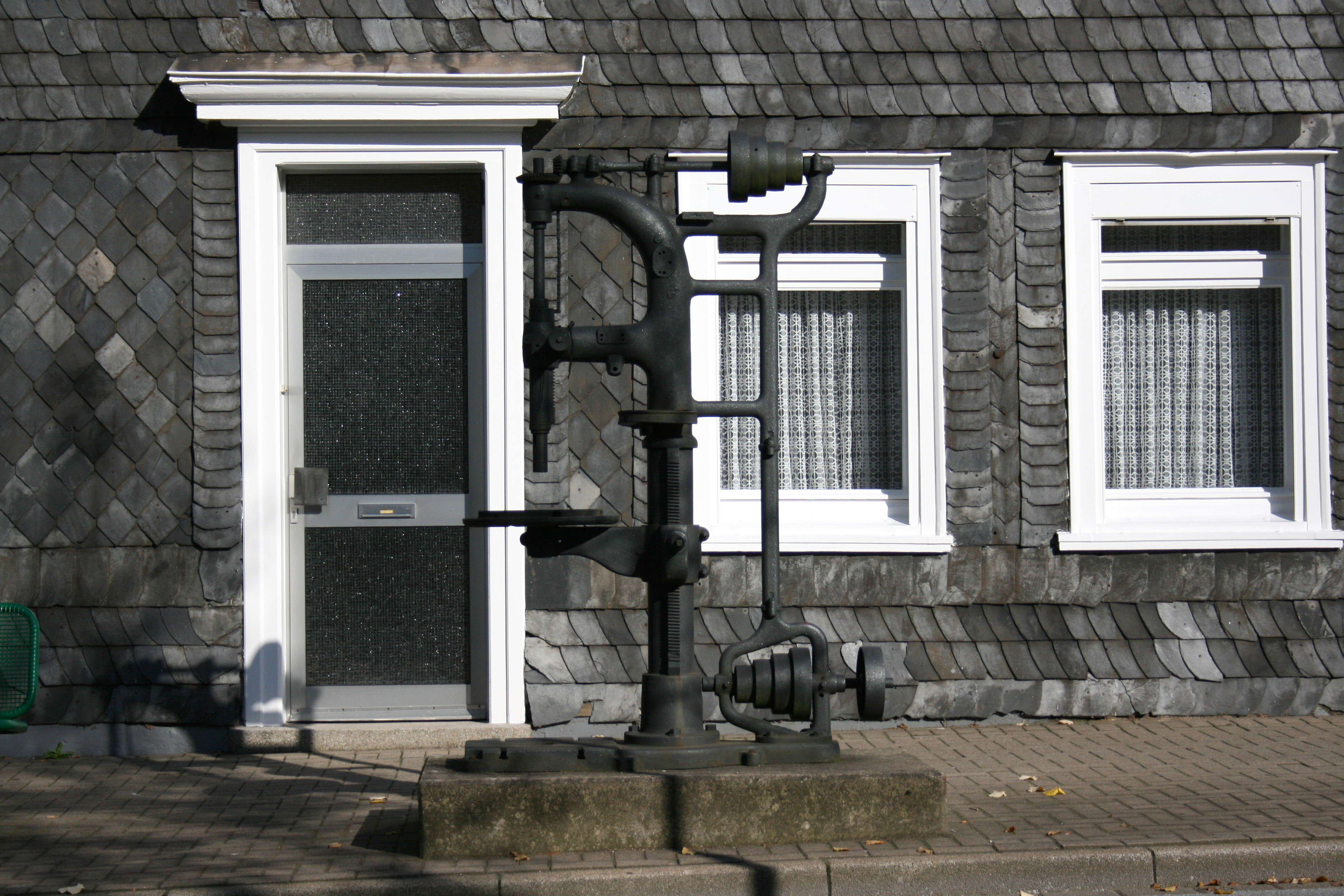
Bohrer in der Lindenstraße

Das Straßenindustriemuseum Ennepetal ist eine Ausstellung von historischen Maschinen der Eisen verarbeitenden Industrie im öffentlichen Raum der Stadt Ennepetal.
Im zentralen Innenstadtbereich des Ennepetaler Stadtteils Milspe nahe der Kluterthöhle sowie in Voerde, Altenvoerde und dem Hülsenbecker Tal hat der Verein Kulturschmiede Ennepetal e. V. seit 1987 mehrere alte Maschinen und Produktionsmittel aufgestellt, die in der lokalen Industrie des 15. bis 20. Jahrhunderts verwendet wurden. Zu den Objekten gehören Fall-, Feder- und Luftdruckhammer sowie Weiterverarbeitungsmaschinen wie Schleifsteine, Ambosse, Pressen, Scheren und Hobelbänke.
Zu den Exponaten gehören
- ein Schleifstein aus der 1866 gegründeten Ambossschmiede August Refflinghaus Söhne
- eine Stabstahlschere der Firma Altenloh und Co. aus dem beginnenden 20. Jahrhundert
- ein Ambosspaar aus dem Ambossschmiede August Refflinghaus Söhne
- der Schmiedebrunnen auf dem Milsper Marktplatz
- ein Luftdruckhammer aus dem Ahlhauser Hammer
- ein Schwingpflug
- Wendepflüge
- ein Federhammer
- eine Schwungradpresse aus dem Ahlhauser Hammer
- eine Kurbelpresse
- ein Shaping- oder Kurzhobler der Firma Gebrüder Born (1882)
- eine Excenter- oder Schwungradpresse der Firma Huckenbeck von 1920
- ein Mühlstein der Mühle des Gutes Ahlhausen
- ein oberschlächtiges Wasserrad der Ambossschmiede in Brandthausen (1958 stillgelegt)
- eine Vinzent- oder Bolzenpresse der Firma Carl August Bauer
- eine Säulenbohrmaschine (1876 bis 1983)
- ein Riemenfallhammer aus der Firma Reinhold (ab 1929)
- eine Rüttelpresse der Firma Rittershaus & Blecher von 1950
- eine Schere mit Tiegel und Formkästen aus der Firma Arthus Lahme
- ein Karrenpflug von 1943
- ein Fallhammer und ein Schmiedeofen
- eine Friktionspresse, Baujahr 1957 von der Firma Gebrüder Edelhoff